# Fédération pour l'enseignement aux malades à domicile et à l'hôpital
La Fédération pour l'enseignement aux malades à domicile et à l'hôpital ou FEMDH, est une fédération française régie par la loi du 1er juillet 1901 et le décret du 16 août 1901. 
Elle regroupe des associations européennes dont le but est l'enseignement gratuit aux enfants, adolescents et jeunes hospitalisés ou en traitement à domicile. 